# 야로고등학교
야로고등학교(冶爐高等學校)는 대한민국 경상남도 합천군 야로면 구정리에 있는 공립 고등학교이다.

## 학교 연혁
- 1971년 12월 27일 : 야로종합고등학교 6학급 인가
- 1972년 5월 10일 : 개교
- 1974년 3월 1일 : 야로고등학교로 교명 변경
- 1981년 11월 28일 : 15학급 인가
- 1991년 3월 1일 : 6학급 인가
- 2016년 3월 1일 : 행복학교 지정
- 2023년 2월 10일 : 제49회 졸업식
- 2023년 3월 1일 : 제25대 김도윤 교장 부임
- 2023년 3월 2일 : 2023학년도 제51회 입학식 (남 19명, 여 8명 계 27명)

## 참고 자료
- 야로고등학교 - 한국교육학술정보원 학교알리미